# Hopton Cangeford
Hopton Cangeford est une paroisse civile et un village du Shropshire, en Angleterre.